# Feber (film)
Feber (L'Eclisse) är en italiensk romantisk film från 1962 i regi av Michelangelo Antonioni. Huvudrollerna görs av Monica Vitti och Alain Delon och filmen utspelas till stor del i Rom, men även Verona. Filmen har beskrivits vara del i en trilogi filmer om människans vilsenhet i det moderna samhället, där de två andra är Äventyret och Natten, vilka också hade Monica Vitti i ledande roller.
Filmen tilldelades Prix du Jury vid Filmfestivalen i Cannes. Den listades även av Ministero della Cultura (italienska kulturdepartementet) som en av 100 italienska filmer mellan åren 1942-1978 värda att bevaras.

## Handling
Vittoria gör slut med sin pojkvän Riccardo. Han har svårt att acceptera det och hon har svårt att förklara varför. Hon dras efter en tid till den unge börsmäklaren Piero vid börsen i Rom, men tycks inte på allvar vilja inleda ett förhållande med honom.

## Rollista
- Alain Delon - Piero
- Monica Vitti - Vittoria
- Francisco Rabal - Riccardo
- Louis Seigner - Ercoli
- Lilla Brignone - Vittorias mor
- Rossana Rory - Anita
- Mirella Ricciardi - Marta, fotograf